# Spinipocregyes
Spinipocregyes is een kevergeslacht uit de familie van de boktorren (Cerambycidae). De wetenschappelijke naam van het geslacht werd voor het eerst geldig gepubliceerd in 1949 door Breuning.

## Soorten
Spinipocregyes omvat de volgende soorten:
- Spinipocregyes laosensis Breuning, 1963
- Spinipocregyes nigrescens Breuning, 1949
- Spinipocregyes rufosignatus Breuning, 1968
- Spinipocregyes wenhsini Bi, 2013